# 涼仙ゴルフ倶楽部
涼仙ゴルフ倶楽部（りょうせんごるふくらぶ）は、三重県いなべ市にあるゴルフ場。

## 住所
- 〒511-0215 三重県いなべ市員弁町東一色2796

## アクセス

### 車の場合
- 東名阪自動車道桑名東インターチェンジより12km

### 電車の場合
- 利用路線	桑名駅（関西線 (JR東海)・近鉄名古屋線・養老鉄道）下車
  - クラブバス	なし
  - タクシー	桑名駅から約20分 約4,000円

## トーナメント開催情報
- 雪印レディース→マンシングウェアレディース 東海クラシック（1994年 - 2006年）
- TOSHIN GOLF TOURNAMENT IN 涼仙（2012年）
- KYORAKU MORE SURPRISE CUP（2013年 -2017年 ）